# Cratere Audrey
Audrey  è un cratere sulla superficie di Venere.